# Divinylbenzole
Die Divinylbenzole sind aromatische Kohlenwasserstoffe mit der allgemeinen Summenformel C10H10. Sie bestehen aus einem Benzolring mit zwei Vinylgruppen (–CH=CH2) als Substituenten. Durch deren unterschiedliche Anordnung (ortho, meta oder para) ergeben sich drei Konstitutionsisomere. Technisches Divinylbenzol ist ein Isomerengemisch aus dem ortho-, meta- und para-Isomer (1,2-, 1,3- und 1,4-Divinylbenzol).

## Vertreter
| Gefahrensymbol | Gefahrensymbol |

| keine Einstufung verfügbar |

| Gefahrensymbol | Gefahrensymbol |

## Eigenschaften
o- und m-Divinylbenzol sind wasserklare, schleimhautreizende, leicht polymerisierbare, brennbare Flüssigkeiten. Das p-Divinylbenzol, das die höchste Symmetrie aufweist, besitzt den höchsten Schmelzpunkt und ist ein Feststoff. In Wasser sind sie unlöslich.

## Verwendung
Divinylbenzole werden hauptsächlich als Vernetzer bei der Herstellung von Styrol-Copolymeren eingesetzt, wodurch eine verminderte Löslichkeit in den meisten organischen Lösungsmitteln, verbesserte Wärmebeständigkeit, höhere Härte und Festigkeiten erzielt wird, ohne Aussehen sowie optische und elektrische Eigenschaften zu beeinflussen. Die weitaus größte Menge wird bei der Herstellung von Copolymeren mit Styrolderivaten für den Einsatz als Ionenaustauschermaterial verbraucht. Dabei werden in der Regel technische Gemische mit einem Anteil von 55 %, bzw. 80 % polymerisiert.